# 바르다르강

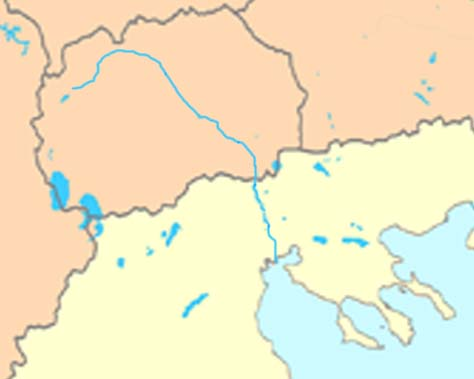
바르다르강

바르다르강(마케도니아어: Вардар) 또는 악시오스강(그리스어: Αξιός)은 발칸반도에 있는 강으로, 북마케도니아와 그리스를 흐르는 강이다.

## 같이 보기
- 벨리카모라바강